# Qarah Chaman
Qarah Chaman (persiska: قَيِه چَمَن, قَرِه چَمَن, قره چمن) är en ort i Iran.   Den ligger i provinsen Ardabil, i den nordvästra delen av landet, 400 km nordväst om huvudstaden Teheran. Qarah Chaman ligger 2 102 meter över havet och antalet invånare är 145.
Terrängen runt Qarah Chaman är bergig. Runt Qarah Chaman är det ganska glesbefolkat, med 42 invånare per kvadratkilometer. Närmaste större samhälle är Būdālālū, 6,3 km nordväst om Qarah Chaman. Trakten runt Qarah Chaman består i huvudsak av gräsmarker.